# 오다마치촌
오다마치촌(小田町村)은 일본 에히메현 가미우케나군에 설치되었던 촌이다. 현재의 우치코정의 일부에 해당한다.